# Česká Kamenice
Česká Kamenice (deutsch Böhmisch Kamnitz) ist eine Stadt im Okres Děčín im Ústecký kraj in Tschechien. Sie liegt in Nordböhmen an der Kamnitz (Kamenice) am Übergang des Lausitzer Gebirges zur Böhmischen Schweiz.

## Stadtgliederung

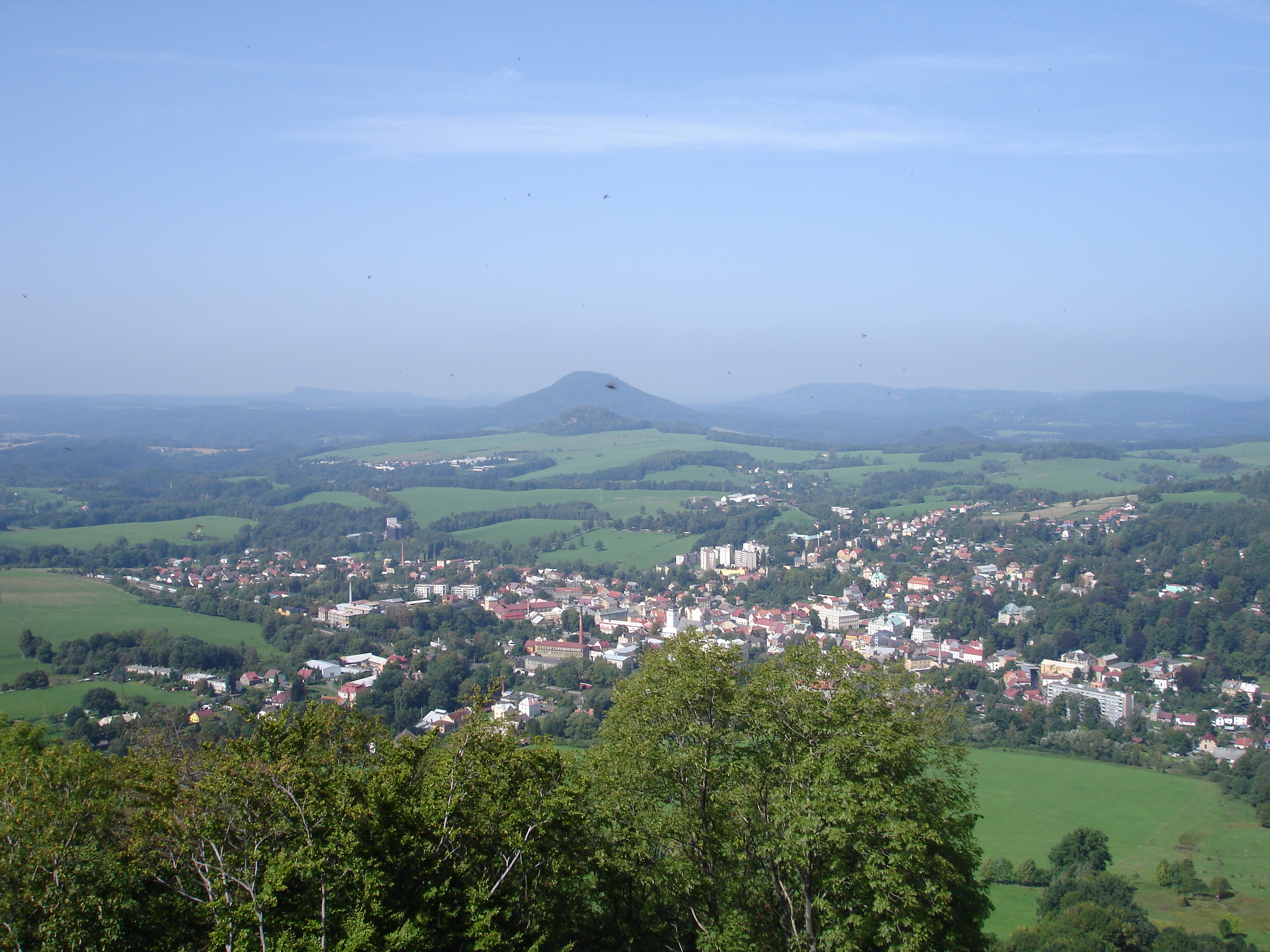
Stadtgebiet und Umgebung

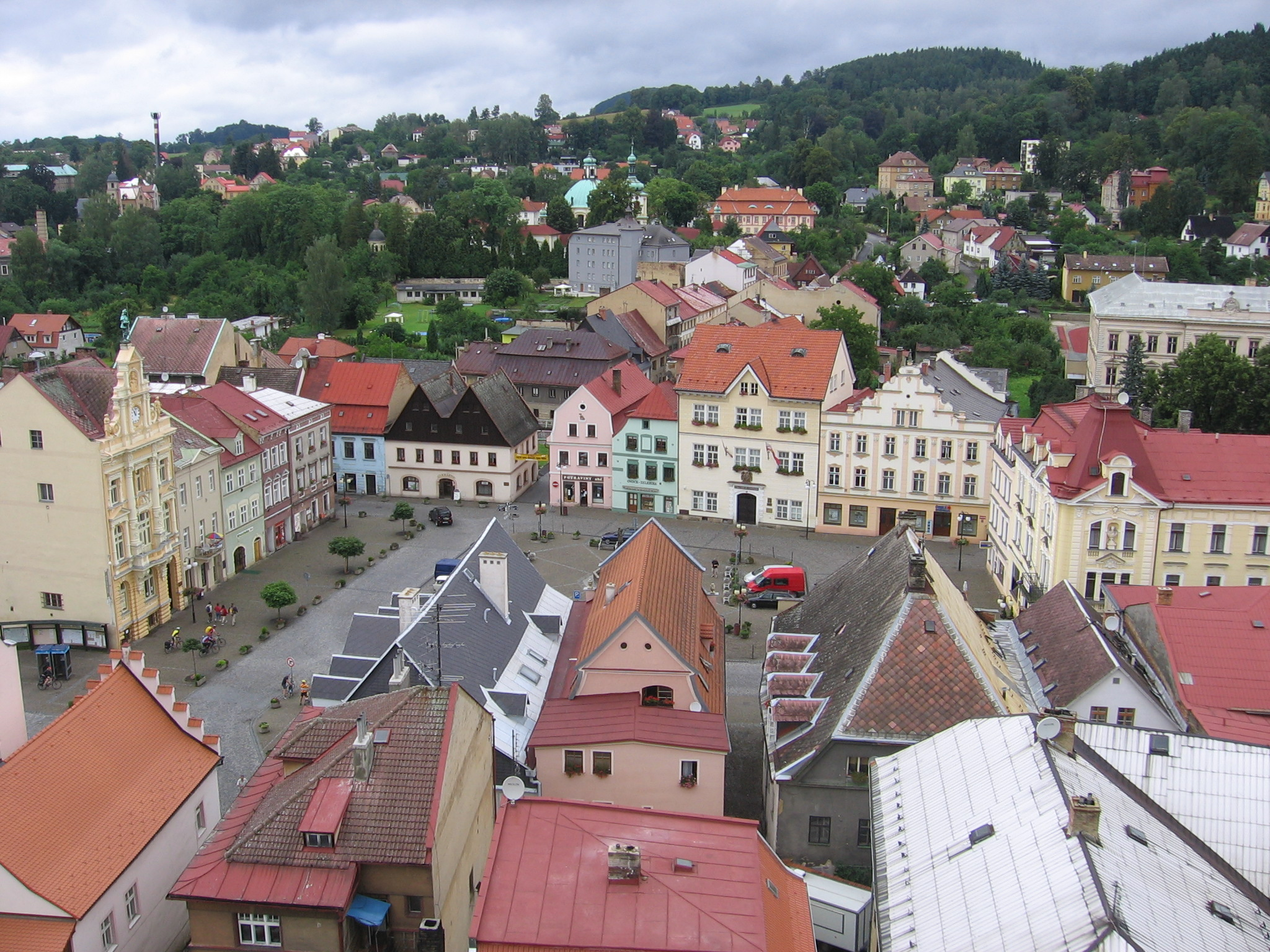
Stadtmitte

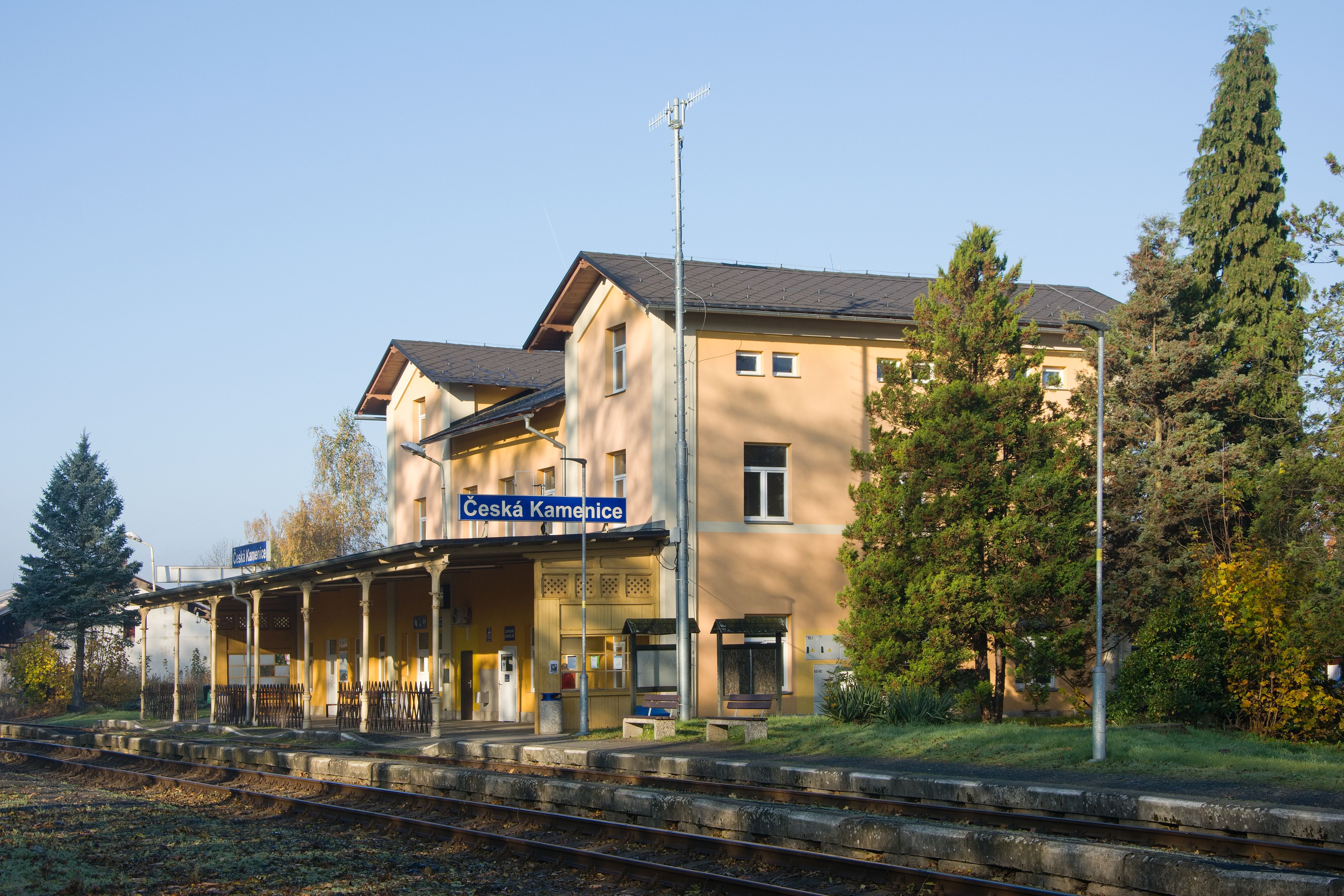
Bahnhof

Ortsteile von Česká Kamenice sind Dolní Kamenice (Niederkamnitz), Filipov (Philippsdorf), Horní Kamenice (Oberkamnitz), Huníkov (Henne), Kamenická Nová Víska (Kamnitz-Neudörfel), Kerhartice (Gersdorf), Líska (Hasel), Pekelský Důl (Höllegrund) und Víska pod Lesy (Walddörfel). Grundsiedlungseinheiten sind Česká Kamenice-střed, Dolní Kamenice, Filipov, Horní Kamenice, Horní Kamenice-východ, Huníkov, Huníkov-sever, Jehla (Nolde), K Janské, Kamenická Nová Víska, Kerhartice, Líska, Pekelský Důl, Pod hřbitovem, Pod Skalkou, Pod tratí, Pod Zeleným vrchem, U nemocnice, U papíren, Víska pod Lesy, Za nádražím und Zámecký vrch (Schloßberg).
Das Gemeindegebiet gliedert sich in die Katastralbezirke Česká Kamenice, Dolní Kamenice, Horní Kamenice, Kamenická Nová Víska, Kerhartice und Líska.

## Geschichte

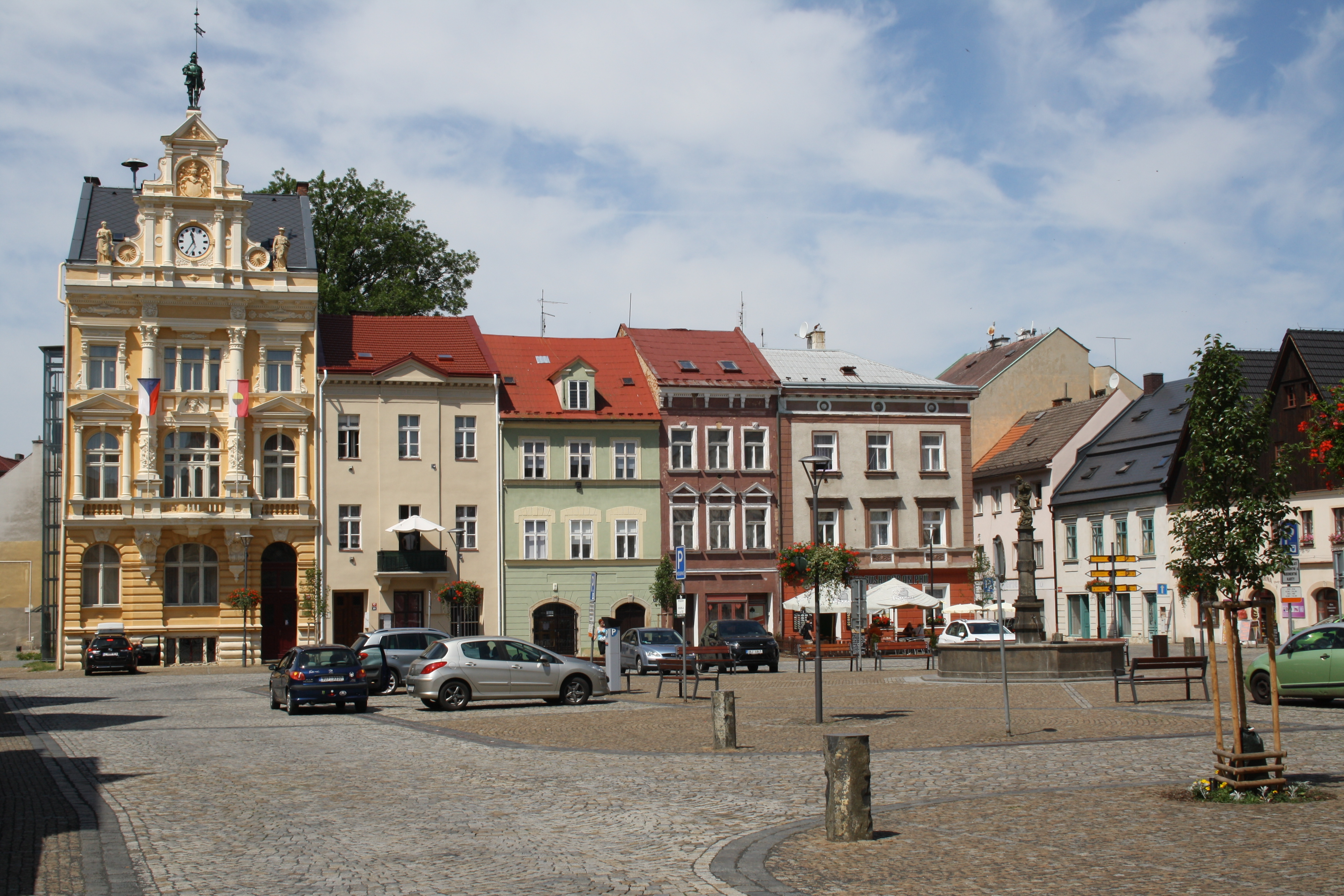
Náměstí Míru (Friedensplatz)

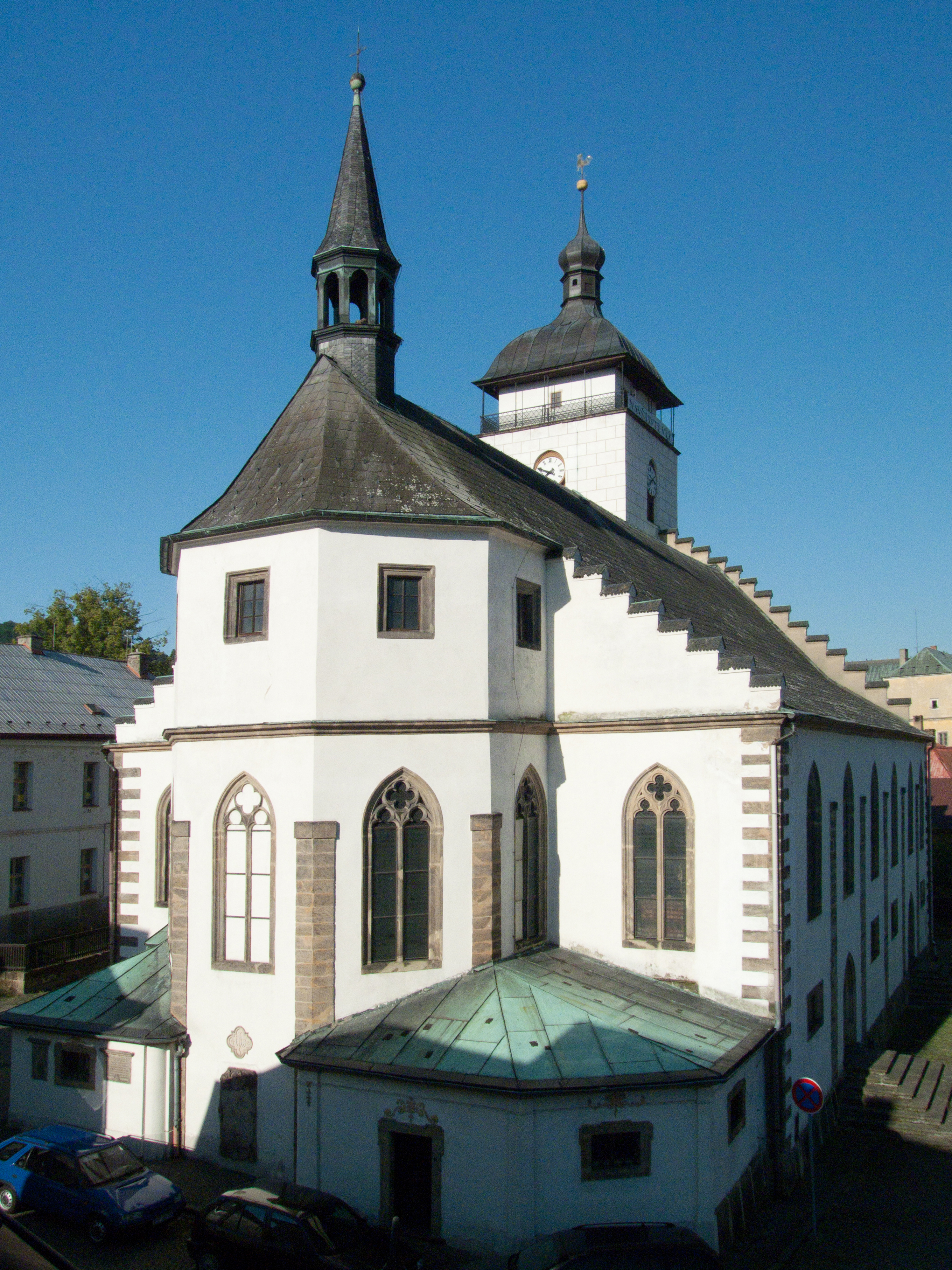
Pfarrkirche St. Jakob der Ältere

Deutsche Kolonisten gründeten Mitte des 13. Jahrhunderts am gleichnamigen Fluss das langgezogene Waldhufendorf Kamenice. Erstmals urkundlich wurde Kamenice im Jahr 1352. Schon vorher hatte König Ottokar II. dem mittleren Teil des Dorfes Stadtrechte verliehen;  aus dem restlichen Dorf bildeten sich in der Folgezeit die Vorstädte Ober- und Niederkamnitz.
König Wenzel II. überließ Ende des 13. Jahrhunderts die Stadt Johann von Michelsberg – unter ihm gelangte die Stadt zur Herrschaft Scharfenstein. Johann III. von Michelsberg verlieh 1383 den Bürgern das Heimfallrecht. Später erhielt die Stadt das Braurecht, 1394 das Bier- und Weinschankrecht sowie das Marktrecht. Die Jakobskirche hatte bereits 1384 einen eigenen Pfarrer. Den Michelsbergern folgten 1406 die Berken von Dauba und 1428 die Wartenberger.
Hohe Kriegsschulden und die herabsinkende Macht veranlasste 1515 die Wartenberger, die Herrschaft an die Herren von Salhausen aus der Mark Meißen zu verkaufen. Diese teilten im Jahr 1535 die Herrschaft. Aus einem Teil wurde die Herrschaft Kamnitz gegründet, die seit 1614 den Kinsky gehörte und bis 1850 bestand. Mit dem Bau des Schlosses und der Marienkapelle entwickelte sich Kamenice im 17. Jahrhundert zu einer repräsentativen Barockstadt. Infolge der Rekatholisierung kam es 1625 zu einem Bauernaufstand. Im Dreißigjährigen Krieg kam es 1634, hervorgerufen durch stationierte kaiserliche Truppen, zu einem großen Stadtbrand. Schwedische Truppen hinterließen zehn Jahre später ihre Spuren. Die Kamenicer Einwohner nahmen auch an den Bauernaufständen von 1680 und 1775 teil. Daneben litt die Stadt an den Überschwemmungen der Jahre 1656, 1677 und 1753, an der Pest im Jahr 1713 sowie an einem weiteren Stadtbrand im Jahr 1778.
Schon für das Jahr 1389 ist Handwerk nachgewiesen. Kamenice besaß im 17. Jahrhundert einen der ersten glasveredelnden Handwerker. Mit dem Bau einer Papierfabrik in Ober-Kamnitz im Jahr 1834 entwickelte sich die Industrie. Webereien, Spinnereien, Maschinenfabriken, Eisengießereien, Glasraffinerien und eine Möbel- sowie Strickwarenfabrik folgten. Die 1869 eröffnete Eisenbahnstrecke der Böhmischen Nordbahn von Bodenbach nach Warnsdorf förderte den Aufschwung, der sich in der 1894 eröffneten städtischen Wasserleitung und dem 1900 in Betrieb genommenen Elektrizitätswerk widerspiegelte.
Hier im Ort wurde bereits 1856 die erste städtische Feuerwehr von  Österreich-Ungarn gegründet. Initiator des damaligen Feuerwehr-Vereins war Robert Rochlitz (* 18. August 1824; † 11. Juli 1884).
Nach dem Zerfall Österreich-Ungarns am Ende des Ersten Weltkriegs wurde Kamenice Teil der 1918 gegründeten Ersten Tschechoslowakischen Republik. 1921 hatte der Ort 4539 Einwohner, davon 4295 (95 %) Deutsche, und 1930 4.538 Einwohner, davon 252 (6 %) Tschechen.
Mit dem Münchner Abkommen und der darauf folgenden Besetzung des Sudetenlandes fiel Böhmisch Kamnitz 1938 dem Deutschen Reich zu. Nachfolgend wurde es dem Landkreis Tetschen-Bodenbach, Regierungsbezirk Aussig, Reichsgau Sudetenland eingegliedert.
Nach dem Ende des Zweiten Weltkrieges 1945 kam die Stadt wieder zur Tschechoslowakei. Ein Großteil der deutschsprachigen Bevölkerung wurde in der Folge enteignet und vertrieben.

### Rabsteiner Fabriken
Zwischen 1860 und 1867 errichtete Franz Preidl im Tal der Kamnitz (Kamenice) die Rabsteiner Fabriken (auch Preidl Fabriken in Rabstein) – drei Textilspinnereien bei Nieder-Kamnitz (Dolní Kamenice), Kamnitz-Neudörfel (Kamenická Nová Víska) und Jonsbach (Janská).

### Weser-Flugzeugbau GmbH
Im Zweiten Weltkrieg wurden unter dem Decknamen Zechstein auf Johnsbacher Flur Stollen in die Sandsteinfelsen vorgetrieben. Sowohl in der alten Spinnerei als auch in unterirdischen Räumen in den Felsen nahm die Weser-Flugzeugbau GmbH (WFG) aus Bremen ihre Produktion von Zubehör für die Junkers-Sturzkampfflugzeuge (Stuka) auf, die aus Bremen ausgelagert worden war.

### KZ-Außenlager Rabstein
Von Ende August 1944 bis 8. Mai 1945 existierte im Ort ein Außenlager des KZ Flossenbürg, dessen 650 Häftlinge Zwangsarbeit für die Bremer Firma Weser-Flugzeugbau verrichten mussten. Die Häftlinge wurden für die Erschließung eines unterirdischen Flugzeugwerks eingesetzt. Auch das KZ-Außenlager hatte den Tarnnamen Zechstein. 59 Häftlinge kamen im KZ ums Leben. Bei Kriegsende waren in dem Barackenlager noch etwa 1500 Häftlinge. Außer einiger Grundmauern ist vom Konzentrationslager nichts mehr erhalten.
Am 8. Mai 1945 wurde das Lager in Richtung Wernstadt evakuiert. Als sie in einer Scheune übernachteten, flüchteten die Wachen am nächsten Morgen und die Häftlinge waren frei.

### Vertreibung, Sammelstelle
Nach Kriegsende wurde die frühere Spinnerei Rabstein Nr. 59 bis 1946 als Sammelstelle für die vertriebenen Deutschen genutzt.

### Trivia
1833 trieb der Räuber Wenzel Babinsky sein Unwesen und ermordete im Wald zwischen Oberkamnitz und Hasel den Hirschfelder Webereifaktor Johann Gottfried Blumberg.

## Partnerstädte
- Die Partnerstadt Bad Schandau im deutschen Freistaat Sachsen liegt etwa 22 km Luftlinie entfernt von Česká Kamenice.

## Einwohnerentwicklung
| Jahr | Einwohner | Anmerkungen                                                      |
| ---- | --------- | ---------------------------------------------------------------- |
| 1818 | 2 202     | in 314 Häusern                                                   |
| 1830 | 2 312     | in 338 Häusern                                                   |
| 1832 | 2 231     | in 317 Häusern                                                   |
| 1857 | 3 188     | am 31. Oktober                                                   |
| 1900 | 4 872     | deutsche Einwohner                                               |
| 1921 | 4 539     | davon 4 295 (95 %) Deutsche                                      |
| 1930 | 4 790     | nach anderen Angaben 4 538 Einwohner, davon 252 (6 %) Tschechen. |
| 1939 | 4 357     | [ 18 ]                                                           |

| Jahr | Einwohner | Anmerkungen |
| ---- | --------- | ----------- |
| 1970 | 5 477     |             |
| 1980 | 5 585     |             |
| 1991 | 5 646     |             |
| 2001 | 5 492     |             |
| 2003 | 5 475     |             |

## Kultur und Sehenswürdigkeiten

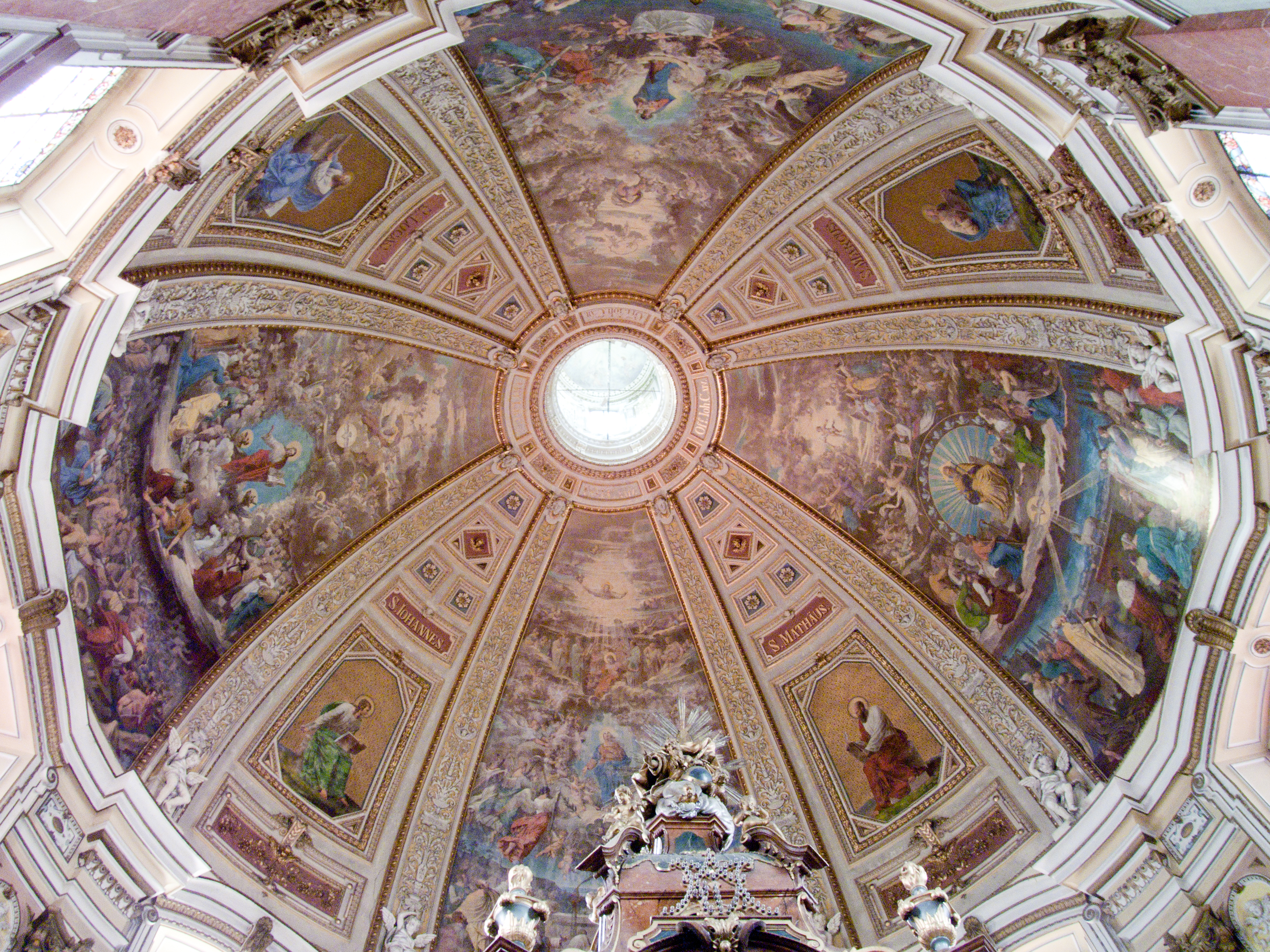
Deckenmalerei in der Kuppel der Marienkapelle

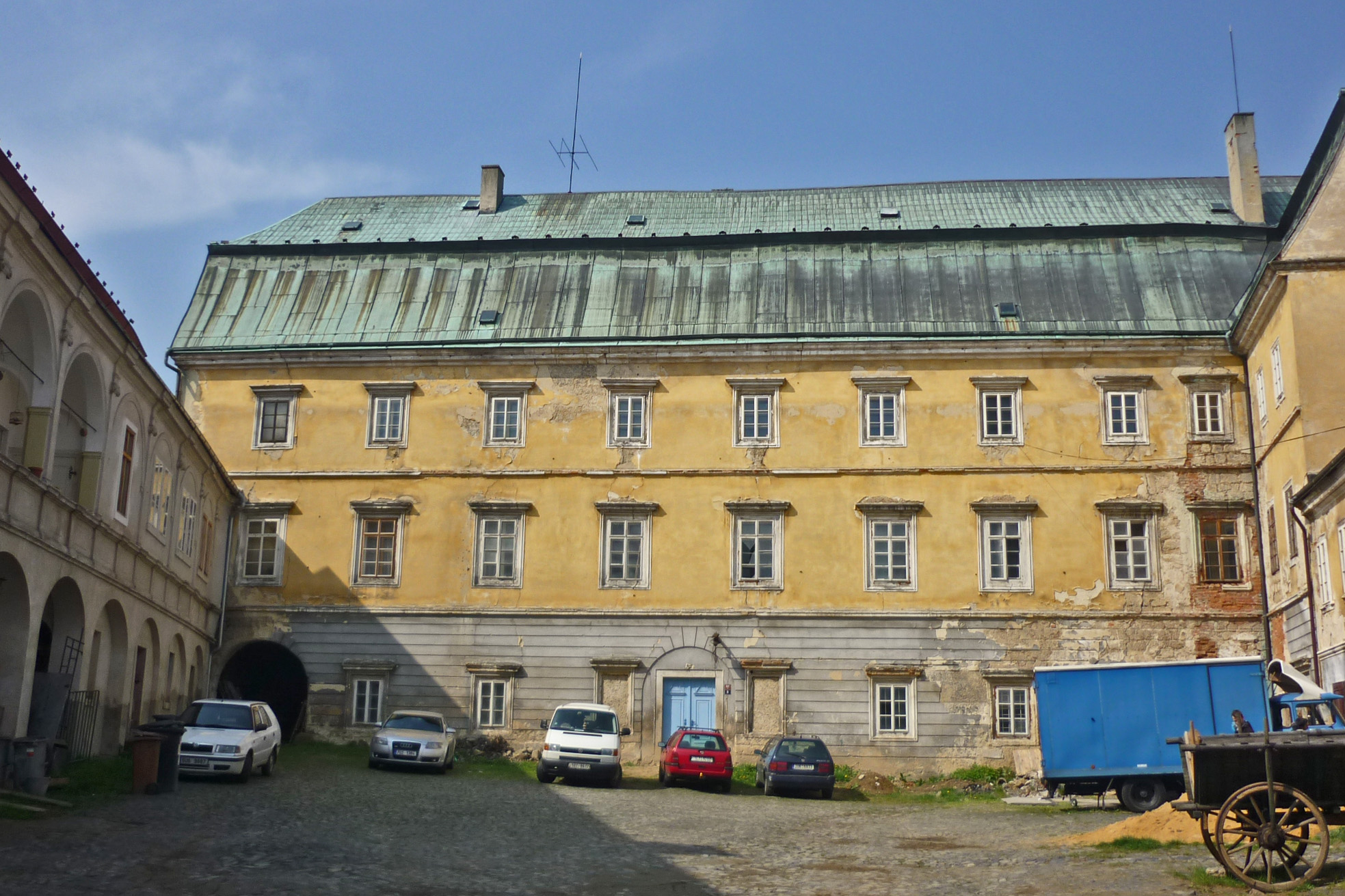
Schloss Kamnitz

- Das Schlosstor ist ein Reststück der ehemaligen Stadtmauer, die Česká Kamenice im Mittelalter umschloss. Die Kirche zum heiligen Jakob dem Älteren ist die älteste Stadtkirche, deren Grundmauern aus dem 14. Jahrhundert stammen. Gegenüber dieser Kirche befindet sich
- Das Schloss, welches 1541 bis 1543 entstand und seitdem mehrfach verändert wurde. Die Marienkapelle, wahrscheinlich von Octavio Broggio, entstand 1736 bis 1739, das Salhausen-Schlösschen 1521 und das Rathaus 1491. Bis 1946 gehörte es dem Fürsten Kinsky.
- Die Jehla (Nolde) ist ein Berg bei Česká Kamenice. In den Sandsteinfelsen an seinen Hängen wurden einige Kleinode geschaffen. Das bekannteste ist der Brüderaltar (Bratrský oltář).
- Auf dem nahen Schlossberg befindet sich die Ruine der mittelalterlichen Burg Kamnitz mit einem neu erbauten Aussichtsturm
- Bei Horní Kamenice (Oberkamnitz) befindet sich der Töpferstein (Hrnčíř), ein markanter Felsen, um den sich einige Sagen ranken.
- Bei Líska (Hasel) befindet sich der Zlatý vrch (Goldberg), ein Basaltgipfel, dessen Säulenstruktur mit daraufliegendem Lavapfropf durch Steinbruchtätigkeiten freigelegt wurde und der heute unter Naturschutz steht.
- Vier Kilometer nordöstlich von Česká Kamenice befindet sich der markante Berg Studenec (Kaltenberg). Seit seiner Renovierung im Jahre 2009 ist der auf dem Gipfel errichtete eiserne Aussichtsturm wieder begehbar.
- Die 4,5 km lange, 1996 eröffnete Museumseisenbahn nach Kamenický Šenov (Steinschönau) gehörte ursprünglich der Gesellschaft der Böhmischen Nordbahn (BNB) und wurde 1886 eröffnet. Der Personenverkehr wurde 1979 beendet und seit 1992 war die Strecke komplett stillgelegt. (Siehe auch: Lokalbahn Böhmisch Leipa–Steinschönau)

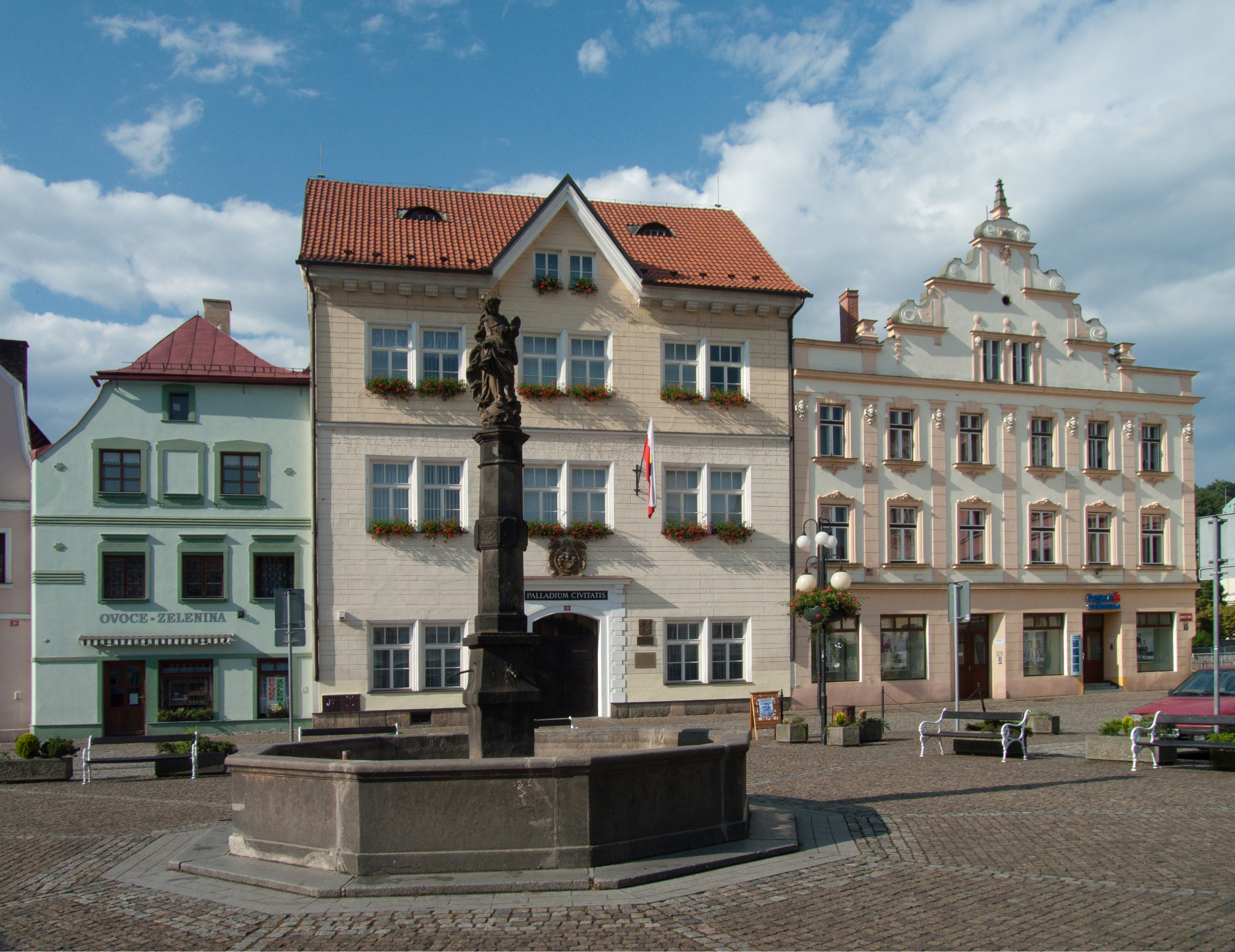
Rathaus und Brunnen auf dem Friedensplatz
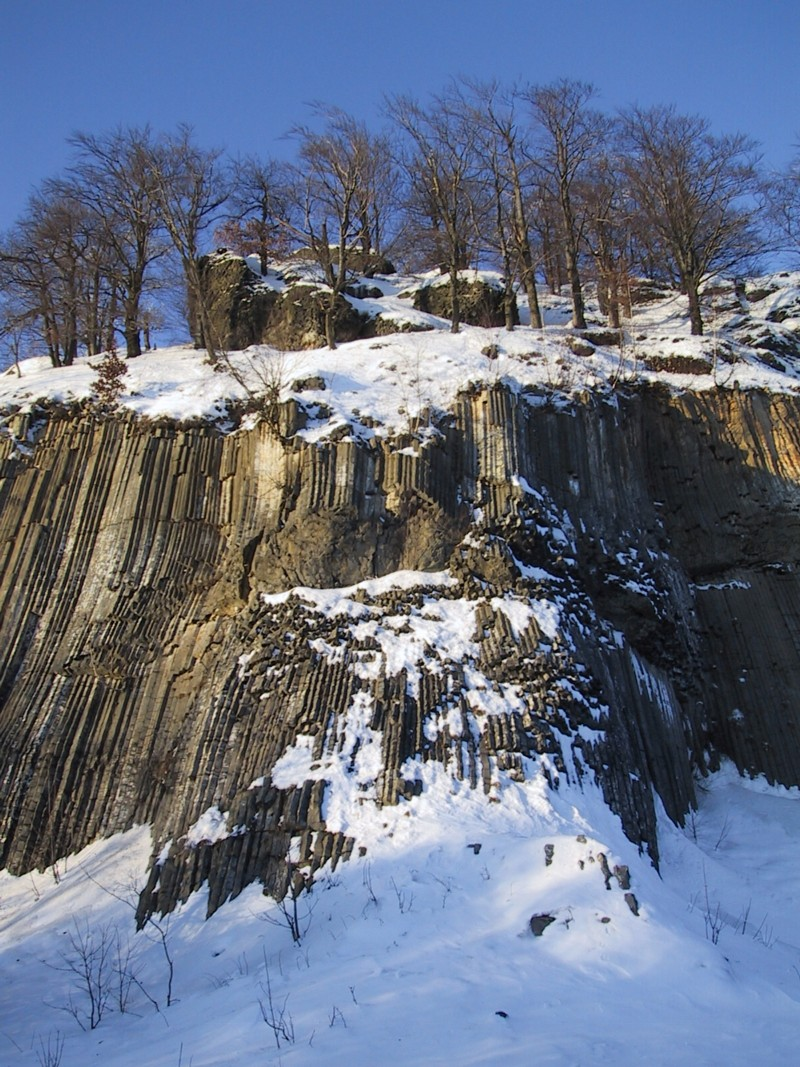
Zlatý vrch
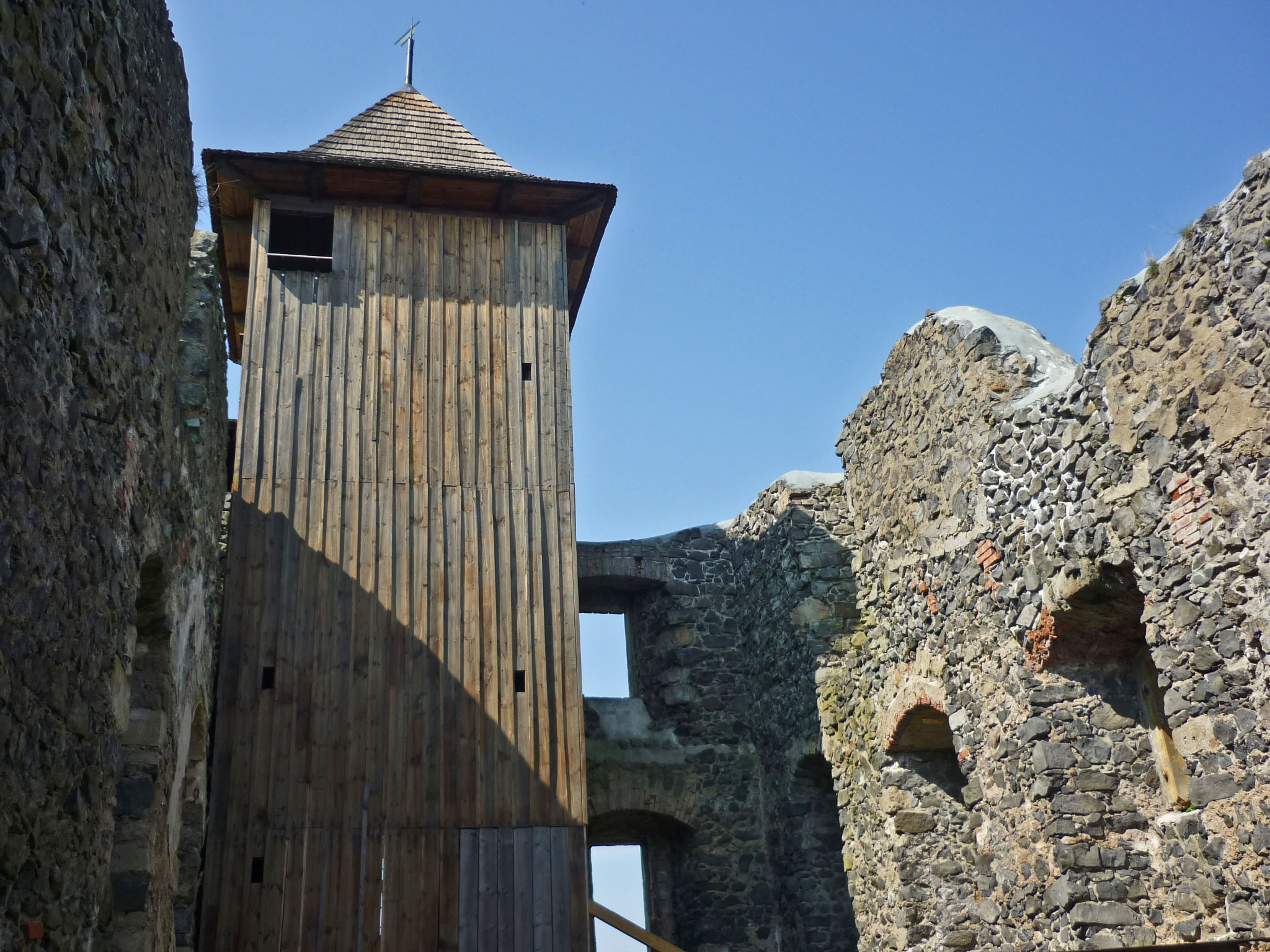
Ruine Kamenický hrad

## Söhne und Töchter der Stadt
- Melchior Kittel (1571–1639), 1596–1603/1604 Pfarrer
- Johannes Klein (1684–1762), Astronom, Mathematiker und Konstrukteur
- Joseph Rothe (1759–1808), Opernsänger und Schauspieler
- Jakob Frint (1766–1834), Theologe und Bischof
- Johann Baptist Emanuel Pohl (1782–1834), österreichischer Botaniker
- Friedrich Marian (1817–1869), Chemiker
- František Hegenbarth (1818–1887), Cellist und Musikpädagoge
- Robert Rochlitz (1824–1884), Begründer der ersten Feuerwehr von  Österreich-Ungarn
- Emanuel Hegenbarth (1868–1923), Maler
- Josef Hegenbarth (1884–1962), Maler und Grafiker
- Raimund Neseni (1888–1970), sudetendeutscher Tierarzt und Hochschullehrer
- Hugo Siegmüller (1889–1958), Maler, Grafiker (Landschaftsmalerei sowie Wintersportmotive) und Lehrer
- Hannes Hegen (1925–2014), Graphiker und Comiczeichner
- Heribert Wenzel (1929–2017), Politiker (SPD), Abgeordneter des Hessischen Landtags
- Rainer Eckert (* 1931 in Hasel/Líska), Baltist und Slawist
- Hans Ramisch (1936–2020), Kunsthistoriker und Denkmalpfleger
- Helmut Schmidt (* 1943), Wissenschaftler und Politiker (SPD)
- Gisela Weiß (* 1943), Schwimmerin
- Sigurd Hofmann (1944–2022), Physiker